# آندرومبا
آندرومبا (به لاتین: Andromba) یک منطقهٔ مسکونی در ماداگاسکار است که در آمباتوندرازاکا واقع شده‌است. آندرومبا ۳٬۰۰۰ نفر جمعیت دارد و ۷۸۲ متر بالاتر از سطح دریا واقع شده‌است.